# Sitcom
Die Sitcom (Kofferwort für situation comedy „Situationskomödie“, siehe auch: Comedy) ist eine Unterhaltungssendung, die auf die US-amerikanischen Comedy-Shows im Hörfunk der 1930er und 1940er Jahre (Amos ’n’ Andy, The Goldbergs) zurückgeht. Das Fernsehen adaptierte das Genre, wobei es – wie früher im Radio – meist als Serie ausgestrahlt wird.

## Kennzeichen und Eigenarten
Situationskomik bezeichnet die humorvolle Auseinandersetzung mit einer momentan vorliegenden Situation durch einen Beteiligten. Ein Kennzeichen der Sitcom ist daher die ständige, schnelle Abfolge von Gags, Pointen und komischen Momenten, allerdings im Rahmen einer dramatischen Handlung, womit sich die Sitcom von Comedyshows unterscheidet, bei denen Sketche lediglich aneinandergereiht werden. Eher selten bekommt die Serie ein bewusst dramatisches Element wie in Roseanne.
Typisches äußeres Kennzeichen der klassischen Sitcom ist die Aufzeichnung im Studio: Die Darsteller agieren auf einer Guckkastenbühne, für die Handlung folgt daraus eine Beschränkung der Schauplätze auf wenige, stets wiederkehrende Orte. Häufig sind auch Außenschauplätze wie Straßenecken oder Gartenanlagen als Kulissen im Studio nachgebaut – ästhetisch ähnlich der Seifenoper. Die Bühnenwirkung kann durch das Spiel der Darsteller zur Bühnenrampe und das für das Fernsehpublikum hörbare Gelächter des Studiopublikums verstärkt werden, der sogenannte „laugh track“.
Die Serien werden oft durch eingespielte Lacher untermalt (sogenannte „Lachkonserven“ oder englisch „canned laughter“). In manchen, vor allem amerikanischen, Serien werden die Folgen allerdings auch vor Publikum aufgezeichnet. Da dessen Lachen für die Synchronisierung nicht mehr verwendet werden kann, werden bei der deutschen Ausstrahlung eingespielte Lacher verwendet.
Da sich das Publikum in jeder Folge sofort zurechtfinden soll, darf sich das Grundprinzip der Serie nie ändern, es sei denn, Schauspieler (und damit ihre Rollen) scheiden aus oder kommen dazu. Allgemein folgt das Geschehen einer „zirkulären Dramaturgie“ – die Figuren sind am Ende der Episode so klug wie zuvor. Dies hat zur Folge, dass Sitcoms prinzipiell eine eher konservative Ausrichtung haben. Seriencharaktere dürfen daher nicht sterben oder ernsthafte bzw. tragische Ereignisse erleben (Vergewaltigung, „schmutzige Scheidung“, Mord, Selbstmord, Abtreibung). Seit den frühen 2000er Jahren weichen vermehrt Serien von diesem Prinzip ab. In der Sitcom King of Queens verliert die schwangere Hauptfigur Carrie ihr Kind, in How I Met Your Mother stirbt der Vater der Hauptfigur Marshall, in Mom kämpfen die beiden Hauptfiguren gegen ihre ehemaligen Suchtprobleme. Die Rolle des Charlie Harper stirbt in der Sitcom Two and a Half Men, nachdem dessen Darsteller Charlie Sheen aufgrund von Streitigkeiten mit seinem Produzenten Chuck Lorre die Serie verließ. Nachdem Schauspieler John Ritter unerwartet starb, verstarb auch dessen Rolle als Familienvater Paul Hennessy in Meine wilden Töchter und als Vater der Hauptfigur J.D. in Scrubs – Die Anfänger, sodass jeweils die Verarbeitung des plötzlichen Todes durch die Familie thematisiert wurde.
Sitcoms sind üblicherweise als halbstündiges Fernsehformat angelegt; die Netto-Laufzeit einer Folge (das heißt die Laufzeit ohne Werbeunterbrechungen) beträgt somit zwischen 20 und 24 Minuten. Der typische Aufbau einer Sitcom-Folge ist folgender:
1. Prolog (Teaser): Eine relativ kurze Szene, die mit einem Gag endet. Hier wird meist das Thema der jeweiligen Folge bereits angerissen, manchmal aber nur eine kleine eigenständige Geschichte gezeigt.
2. Vorspann: Die Hauptfiguren der Serie werden, untermalt durch die Erkennungsmusik der jeweiligen Sitcom, vorgestellt, wobei die Namen der jeweiligen Schauspieler eingeblendet werden. Insbesondere bei Familiensitcoms wird der Vorspann optisch regelmäßig überarbeitet, um die gewachsenen Kinderschauspieler mit aktuellem Aussehen darzustellen; dabei bleibt die Musik jedoch meist dieselbe wie früher, da sie einen hohen Wiedererkennungswert besitzt.
3. Handlung: Das Problem der Woche wird wie oben beschrieben dargestellt.
4. Abspann: Im Abspann läuft oft noch einmal die Musik aus dem Vorspann und neben den Credits werden gelegentlich Outtakes oder ein Standbild aus der Folge im Hintergrund gezeigt. Werbefinanzierte Fernsehsender zeigen den Abspann meist nicht, sondern ersetzen ihn durch einen ersten Werbeblock.
5. Nachklapp (Tag): In einigen Sitcoms wird ein Nachklapp genutzt, das ist eine kurze Szene, die während des Abspanns läuft und die eine Situation oder nur eine Andeutung der Folgenhandlung aufgreift und einen Schlussgag setzt. Dieser Nachklapp hat nichts mit dem Ende der Handlung zu tun.

Mit Serien wie Hör mal, wer da hämmert, Friends oder den in den USA sehr erfolgreichen Seinfeld und Frasier hatten Sitcoms ihren Höhepunkt Mitte bis Ende der 1990er Jahre. Die meisten Sitcoms werden in den USA (in Deutschland eher selten) vor Live-Publikum aufgezeichnet. Das geschieht dann meistens im Mehr-Kamera-Verfahren mit drei bis fünf Kameras, weil es zeitsparender ist. Die Kameras sind dabei auf im Studiobetrieb üblichen, sogenannten Pumpstativen („Pumpen“) montiert. Diese Stative sind mit Rollen versehen und gestatten mit Hilfe einer eingebauten Pumpe in der Mittelsäule eine rasche Höhenverstellung der Kameras. So können die Kameras zügig und frei am ganzen Set bewegt werden, was für den Produktionsfluss entscheidend ist.

## Ursprünge in den USA
Als erste Sitcom, die das Genre prägte und quasi erfand, gilt I Love Lucy von und mit der US-amerikanischen Schauspielerin und Komikerin Lucille Ball. 1948 war sie in einer Radiosendung als leicht verrückte Ehefrau aufgetreten und erfolgreich gewesen. CBS bat sie daraufhin, eine Fernsehsendung zu entwickeln. Da Lucille Ball und ihr Ehemann Desi Arnaz, ein kubanischer Bandleader, zusammenarbeiten wollten, konzipierten sie eine Handlung um eine leicht verrückte Ehefrau und deren Ehemann, einen Bandleader. Dieses Übergreifen der Realität in die Fernseh-Fiktion wurde ein typisches Merkmal US-amerikanischer Sitcoms (siehe auch Cybill Shepherd).
Um die Sendung in den unterschiedlichen Zeitzonen der USA jeweils zur besten Sendezeit ausstrahlen zu können, wurde sie auf Film aufgenommen (Fernsehsendungen wurden damals üblicherweise im Kinescope-Verfahren aufgenommen, also von einem Bildschirm abgefilmt). Mit dieser qualitativen Verbesserung bahnte I Love Lucy auch den Weg für die Content-Syndication, die Vermarktung durch Wiederholung bei lokalen Fernsehstationen.
Damit Lucille Ball ihr komisches Talent ausspielen konnte, wurde die Sendung dennoch vor einem Publikum aufgezeichnet, so dass Ball auf Lacher und Stimmungen der Zuschauer reagieren konnte. Das Lachen des Publikums war für den Fernsehzuschauer hörbar; es entstand das Gefühl, einem Live-Ereignis beizuwohnen. Dieses Setting – die Aufzeichnung auf Film vor einem Studiopublikum – behielten vor allem Drei-Kamera-Sitcom-Produktionen bei. Ansonsten geht seit Ende der 1990er auch in den USA der Trend zu Ein-Kamera-Sitcoms, die wie normale Serien und Filme gedreht werden, meist ohne Live-Publikum, wie bei 30 Rock oder Malcolm mittendrin. In seltenen Fällen wird die Sitcom zwar im Multicamera-Verfahren gedreht, allerdings ohne Live-Publikum, und die fertigen Folgen werden dann einem Publikum vorgespielt, deren Lacher aufgenommen werden, wie bei How I Met Your Mother. Diese Verfahren werden vor allem dann angewendet, wenn es in der Serie viele Rückblenden gibt und durch die vielen Szenen eine Aufnahme vor Publikum zu aufwendig wäre.
Die dritte Neuerung, die Desi Arnaz zugeschrieben wird, war das Drei-Kameras-Setup: Dabei befinden sich drei Kameras gleichzeitig in einem Graben zwischen Publikum und Bühne. Eine Kamera nimmt das Geschehen in einer Totalen auf, die anderen beiden konzentrieren sich auf die agierenden und reagierenden Figuren. Aus den drei Filmstreifen, die dasselbe Geschehen aus drei unterschiedlichen Perspektiven aufgenommen haben, wird später die Sendung zusammengeschnitten. Auch diese Technik ist bis heute ein Standard geblieben.
Der Trend, Kino-Darstellern die Hauptrollen in Serien zu geben, gilt auch vermehrt für Sitcoms. Beispiele sind Geena Davis, James Belushi und Charlie Sheen. Umgekehrt haben viele bekannte Filmschauspieler gerade aufgrund der Sitcom ihren Durchbruch geschafft, zum Beispiel Robin Williams (Mork vom Ork); Danny DeVito (Taxi), Michael J. Fox (Familienbande) oder Will Smith (Der Prinz von Bel Air).

## Die Entwicklung in den deutschsprachigen Ländern
Im Vorabendprogramm von ARD und ZDF wurden in den 1960er und 1970er Jahren einige amerikanische Sitcoms (z. B.: Bezaubernde Jeannie, Mini Max, Gilligans Insel) gezeigt. Da die deutsche Fernsehlandschaft bis zum Beginn des Privatfernsehens die Formatierung von Genres eigentlich nicht kannte, kann man nicht davon sprechen, dass es eine „deutsche Sitcom“ gab. Dennoch gab es Sendungen, die in der amerikanischen Produktionsweise hergestellt wurden. Die bekannteste Sendung ist Ein Herz und eine Seele von Wolfgang Menge, die wie ihre amerikanische Version All in the Family (1971–1979) eine Adaption der britischen BBC-Sitcom Till Death Us Do Part (1965–1975) ist.
Die ersten Versuche
In den Jahren 1979 und 1980 versuchte der WDR weitere englischsprachige Vertreter des Genres für den deutschen Markt zu bearbeiten, wobei der Begriff Sitcom bereits explizit genannt wurde. Die Serie So ’ne und so ’ne brachte es immerhin auf eine zweite Staffel (nun unter dem Titel Liebe ist doof), Ingrid Steegers Susi fiel hingegen bei Publikum und Kritik durch.
Mit der Liberalisierung des Fernsehmarktes versuchten vor allem die privat-kommerziellen Fernsehsender, deutsche Sitcoms in amerikanischer Machart zu produzieren. Zu diesen Versuchen gehören zum Beispiel Ein Job fürs Leben und Hilfe, meine Familie spinnt (beide RTL, 1993) oder Die Viersteins von ProSieben (1995). Diese Sendungen waren beim Fernsehpublikum allerdings wenig erfolgreich, was vermutlich auch damit zusammenhing, dass sie zum Teil nur simple Adaptionen der Originalserien waren, die ihrerseits oft gleichzeitig parallel in deutscher Synchronisation zu sehen waren.
Das ZDF produzierte mit Salto Postale (mit Wolfgang Stumph, 1993), deren Nachfolger Salto Kommunale (1997) sowie Lukas (mit Dirk Bach, 1996) klassische Sitcoms vor Publikum, die sich bis 2001 großer Beliebtheit erfreuten.
Komiker als Hauptfigur
RTL begann Mitte der 1990er halbstündige fiktionale Serien mit einer Betonung auf Komik und komischen Handlungen herzustellen. Diese Serien wurden nicht notwendigerweise im Studio und nicht vor Publikum gedreht; meist auch im Ein-Kamera-Verfahren. In Abgrenzung zur US-amerikanischen Sitcom nennt RTL diese Produktionen Comedyserien.
Die Hauptcharaktere dieser Serien wurden mit bekannten Komikern besetzt, deren Show-Charakter bzw. eine der typischen Rollen die Grundlage für die Serien war. Zu den bekanntesten Beispielen gehört Hausmeister Krause – Ordnung muss sein (mit Tom Gerhardt, 1999) von Sat.1.
Alternativ dazu entstanden Sitcoms, die auf bekannte Komödien-Schauspieler setzten, beispielsweise Das Amt (mit Jochen Busse, 1996).
Komplexere Adaptionen
Mit Stromberg (mit Christoph Maria Herbst, 2004 ProSieben) und Pastewka (mit Bastian Pastewka, 2005 SAT.1) entstanden Adaptionen der Serien The Office beziehungsweise Curb Your Enthusiasm. Beiden Serien gemein ist, dass der Grundcharakter der jeweiligen Originalserie übernommen wird, aber die deutschen Eigenheiten die Grenzen der Adaption ein wenig verwischen.
2013 strahlte das ZDF mit Lerchenberg (mit Sascha Hehn) eine neue Sitcom aus. Diese gilt als ein Adaptions-Mix aus 30 Rock und Curb Your Enthusiasm. Dabei spielt mit Sascha Hehn, anders als bei den amerikanischen Originalen, kein typischer Komödien-Schauspieler die Hauptrolle.

## Beispiele
Beispiele finden sich in der Liste von Sitcom-Serien.